# مايكل أدامز (لاعب شطرنج)
مايكل أدامز (بالإنجليزية: Michael Adams) (ولد في 17 نوفمبر 1971) هو أستاذ كبير في الشطرنج إنكليزي الجنسية.أكبر ترتيب له كان 4 على مستوى العالم وقد أحرزه عدة مرات من أكتوبر 2000 إلى أكتوبر 2002. أفضل ترتيب له في نظام تصنيف إيلو كان 2761.
أحرز نتائج جيدة في مباريات بطولة العالم للشطرنج.في مسابقة الترشح العالمية، وصل إلى ماقبل النهائيات في 1997 ، 1999 و2000.

## وصلات إضافية
- Homepage of GM Michael Adams
- مايكل أدامس على موقع الاتحاد الدولي للشطرنج (الإنجليزية)
- مايكل أدامس على موقع مباريات الشطرنج (الإنجليزية)
- مايكل أدامس على موقع 365Chess.com (الإنجليزية)
- مايكل أدامس على موقع Chesstempo.com (الإنجليزية)
- مايكل أدامس سجل أولمبياد الشطرنج على موقع OlimpBase.org (الإنجليزية)
- Adams analysed games, tactical combinations